# Parafia Wniebowzięcia Najświętszej Maryi Panny w Żeliszewie Dużym
Parafia Wniebowzięcia Najświętszej Maryi Panny w Żeliszewie Dużym – mariawicka parafia diecezji lubelsko-podlaskiej, Kościoła Starokatolickiego Mariawitów w RP. W skład parafii wchodzi także kaplica w Dąbrówce-Stanach, gdzie nabożeństwo odbywa się tylko 14 września. Proboszcz parafii opiekuje się także parafią Świętych Apostołów Piotra i Pawła w Goździe.

## Historia
Mariawityzm dotarł do Żeliszewa 15 lutego 1906. Mieszkańcy tej wsi dowiedzieli się o istnieniu tego ruchu z Cegłowa i Wiśniewa, znajdujących się w okolicach Mińska Mazowieckiego. Przebywający na inspekcji w tym czasie rzymskokatolicki ks. Stanisław Pleszczyński wspomina, że sytuacja w Żeliszewie była bardzo napięta. Ludność miejscowa zdecydowanie opowiadała się za mariawityzmem, chociaż z jednej strony powiedzieć można, że w zasadzie popierali oni nie tyle nowy prąd religijny, co sylwetkę mariawickiego proboszcza. Od 1907 mariawici modlą się we własnym kościele. 4 sierpnia 2008 w wyniku nawałnicy runęła drewniana, neogotycka, 32-metrowa wieża tej świątyni. Całkowitemu zniszczeniu uległ hełm wieży i podtrzymująca go 8-metrowa konstrukcja. Fasada kościoła oraz dach nie zostały uszkodzone. Poświęcenia odbudowanej wieży dokonał w dniu 23 sierpnia 2015 biskup Maria Ludwik Jabłoński.

### Proboszczowie parafii na przestrzeni dekad
- 1906-1927 - kapł. Jan Maria Wincenty Nowakowski
- 1927-1934 - kapł. Jan Maria Polikarp Adamiec
- 1935-1955 - kapł. Romuald Maria Szczepan Zasadziński
- 1955-1987 - bp Stanisław Maria Tymoteusz Kowalski
- 1987-2021 - kapł. Zenon Maria Krzysztof Czyżewski
- 2021-2023 - kapł. Jarosław Maria Jan Opala[1]
- od 2023 - kapł. Patryk Maria Hubert Rubaj